# Железница (Октябрьская железная дорога)
Железница — остановочный пункт на 393 километре Бологое-Полоцкой линии Октябрьской железной дороги в Невельском районе Псковской области.

## История
Полустанок Железница на Бологое-Полоцкой железнодорожной линии возник сразу после строительства линии в 1906 году. Немецкая карта конца 1942 года показывает, что полустанок Hp Shelesniza в том году был. Но на схеме 1943 года на двухпутном участке Ново-Хованск - Молокоедово обозначен только блок-пост 393 км. Видимо, это и был до войны только блок-пост. Во время войны статус его изменился до разъезда из-за разрушений двухпутной дороги. После войны в связи с восстановлением только одного пути появилась станция Железница. Названа станция в честь одноименной деревни.
В октябре 1941 года группа Логинова из отряда имени Чкалова осуществили налет на станцию Железница - взорван мост и станционное здание.

«18 сентября [1942 года]бригада сделала нападение на станцию Железница на ж.д. Невель — Полоцк. В результате налета гарнизон выбит из казармы, казарма сожжена, взорван мост на шоссе. убито около 15 немцев.»

 (Из донесения командира 2КПБ П.В.Рындина. 1 марта 1943 г.)
На данный момент станция представляет собой остановочный пункт на однопутной ветке. Станционное здание не сохранилось. Имеется низкая платформа.

## Движение
На данный момент грузовое движение через остановочный пункт практически отсутствует. Ранее через о.п. проходили две пары пригородных поездов (рельсовых автобусов) Великие Луки — Алёща и обратно и Новосокольники — Алёща и обратно.
В настоящее время пригородное сообщение закрыто в связи с сокращением субсидий администрации Псковской области на убыточные пригородные пассажирские перевозки.